# Taygetis angulosa
Espèce

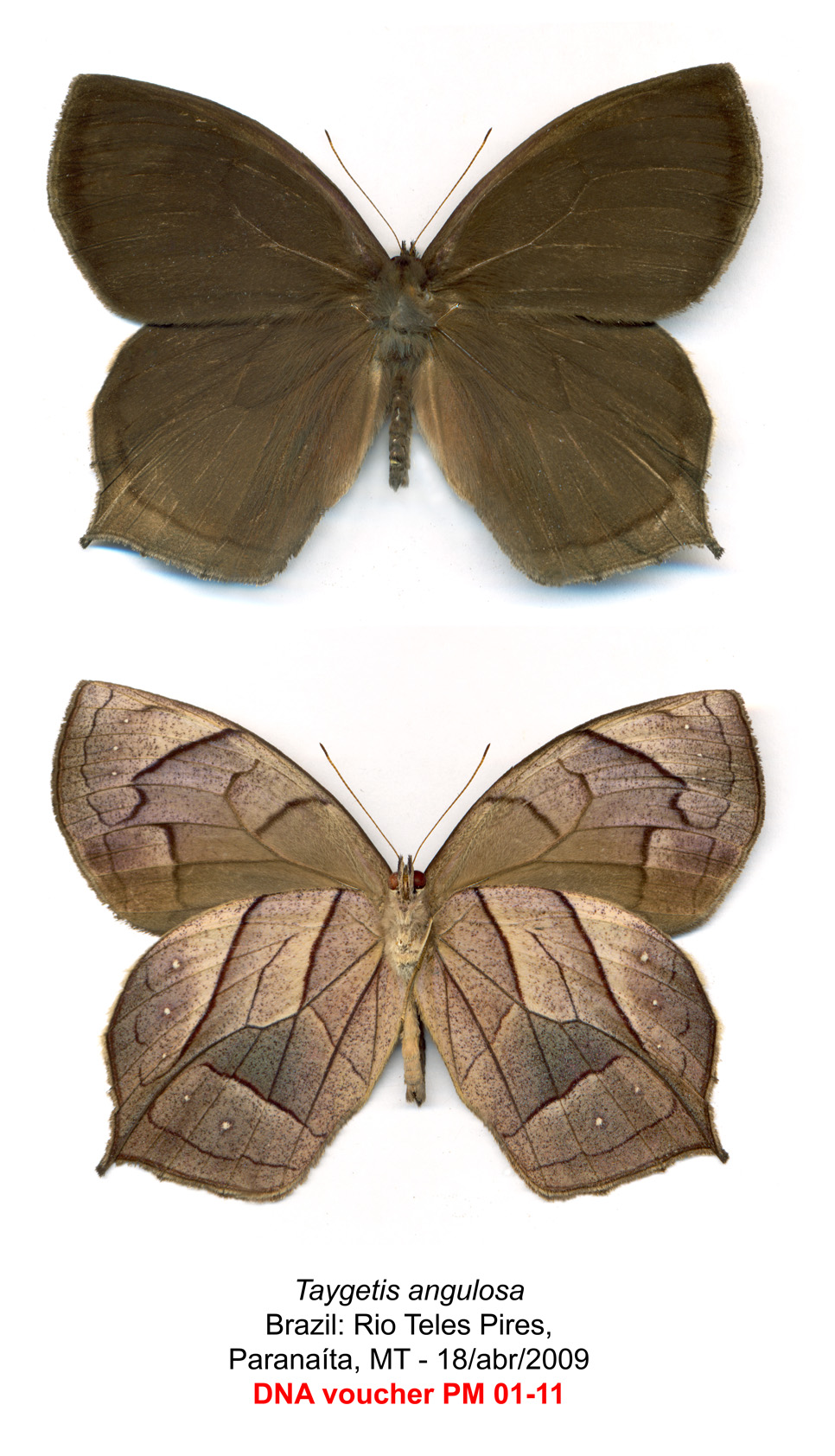
Taygetis angulosa

Taygetis angulosa est une espèce de papillons de la famille des Nymphalidae, de la sous-famille des Satyrinae et du genre Taygetis.

## Dénomination
Taygetis angulosa a été décrit par Gustav Weymer en 1907 .

### Nom vernaculaire
Taygetis angulosa se nomme Dead-leaf Wood Nymph en anglais.

## Description
Taygetis angulosa est un grand papillon au-dessus ocre grisé à l'apex des ailes antérieures angulaire aux ailes postérieures pointues au niveau de n4. 
Le revers est beige irisé de rose avec des veines marron et quelques fines lignes foncées qui les croisent.

## Écologie et distribution
Taygetis angulosa est présent au Brésil.

### Biotope
Il réside dans la forêt primaire amazonienne.

### Protection
Pas de statut de protection particulier